# طوابع الجزائر 1974
يسجل هذا المقال الطوابع البريدية الجزائرية التي أصدرتها إدارة البريد في عام 1974.

## العموميات
تحمل الإصدارات عبارة « اَلْجُمهُورِيَّة اَلْجَزَائِرِيَّة اَلدِّيمُقرَاطِيَّة اَلشَّعبِيَّة » و« البريد » باللغة العربية. أما باللغة الفرنسية فهناك عبارتان هما « Algérie » والتي تعني الجزائر، بالإضافة إلى قيمة اسمية محددة بالدينار جزائري

## قائمة الطوابع الصادرة
| 245 |  | مكافحة داء السل القيمة الاسمية: 0٫80 دينار جزائري الكمية المطبوعة: 575٬000 طابع بريد تاريخ الإصدار: 5 يناير 1974 تاريخ السحب: 3 نوفمبر 1977 الطول: 34 مليمتر الارتفاع: 48 مليمتر التسنين: تثقيب 11 الرسام: بشير يلس الطابع: |  | الوصف صدر هذا الطابع البريدي للتوعية بأهمية التلقيح ضد مرض السل، ويبرز عبارة "LE B.C.G. LE PROTÈGE"، في إشارة إلى لقاح السل. يظهر في التصميم طفل رضيع عار جالس في وضعية هادئة على خلفية برتقالية، تتوسطها صاعقة صفراء رمزية تحذر من خطر المرض. يمثل البرق التهديد الذي يحيط بالأطفال غير الملقحين، بينما يشير الضوء الأبيض حول الطفل إلى الحماية التي يوفرها اللقاح. تبلغ القيمة الاسمية للطابع 0.80 دينار، ويظهر أسفله اسم "ALGERIE". |

| 246 |  | المخطط الرباعي القيمة الاسمية: 0٫80 دينار جزائري الكمية المطبوعة: 2٬000٬000 طابع بريد تاريخ الإصدار: 16 فبراير 1974 تاريخ السحب: 3 نوفمبر 1977 الطول: 36 مليمتر الارتفاع: 26 مليمتر التسنين: تثقيب 12 الرسام: بشير يلس الطابع: |  | الوصف يمثل هذا الطابع البريدي تخليداً للمخطط الرباعي للتنمية (1974-1977) الذي اعتمدته الدولة الجزائرية بهدف تحقيق نهضة اقتصادية شاملة. يظهر التصميم مشاهد متعددة تجسد قطاعات مختلفة: من الصناعة والبنية التحتية والنقل إلى الزراعة والتعليم والبحث العلمي. في مقدمة الطابع، تظهر وجوه جزائريين بثياب تقليدية يرمزون إلى الإنسان كعنصر محوري في التنمية، بينما تمتد خلفهم رموز الحداثة كالمعامل، ورافعات البناء، والأنابيب النفطية، والعلماء في المختبرات. في الزاوية السفلية باللون الأخضر، كتبت عبارة "الخطة الرباعية" و"PLAN QUADRIENNAL"، وتبرز القيمة الاسمية للطابع 0.80 دينار. |

| 247 |  | ألفية ميلاد البيروني القيمة الاسمية: 1٫50 دينار جزائري الكمية المطبوعة: 500٬000 طابع بريد تاريخ الإصدار: 23 فبراير 1974 تاريخ السحب: 3 نوفمبر 1977 الطول: 33 مليمتر الارتفاع: 48 مليمتر التسنين: تثقيب 12 الرسام: Mohamed Ghanem الطابع: |  | الوصف يمثل هذا الطابع البريدي احتفالا بالذكرى الألفية لميلاد العالِم المسلم أبو الريحان البيروني (973 – حوالي 1050م)، أحد علماء العالم الإسلامي في مجالات متعددة كالرياضيات، الفلك، الفيزياء، الجغرافيا، والتاريخ. يتميز تصميم الطابع بزخارف أندلسية إسلامية بألوان زاهية، تؤطر الكتابات المركزية التي تبرز اسم المناسبة "الذكرى الألفية لميلاد البيروني". في الأعلى اسم الدولة "الجمهورية الجزائرية الديمقراطية الشعبية"، وفي الأسفل القيمة الاسمية للطابع 1.50 دينار. |

| 248 |  | اللجنة المغاربية لتنسيق البريد والمواصلات القيمة الاسمية: 0٫40 دينار جزائري الكمية المطبوعة: 500٬000 طابع بريد تاريخ الإصدار: 2 مارس 1974 تاريخ السحب: 3 نوفمبر 1977 الطول: 37 مليمتر الارتفاع: 27 مليمتر التسنين: تثقيب ½13 الرسام: الطابع: |  | الوصف يمثل هذا الطابع البريدي لجنة التنسيق المغاربية للتعريف والمواصلات السلكية واللاسلكية، ويجسد التعاون بين دول المغرب العربي الثلاث الجزائر، تونس، والمغرب. يظهر في التصميم ثلاث أسهم دائرية ترمز إلى التكامل والدوران المشترك، وكل سهم يحمل علما من أعلام الدول الثلاث. الخلفية تبرز إشارات موجية ترمز إلى الاتصالات السلكية واللاسلكية. |

| 249 |  | تضامناً مع كفاح شعب جنوب إفريقيا القيمة الاسمية: 0٫80 دينار جزائري الكمية المطبوعة: 500٬000 طابع بريد تاريخ الإصدار: 23 مارس 1974 تاريخ السحب: 3 نوفمبر 1977 الطول: 22٫5 مليمتر الارتفاع: 32٫5 مليمتر التسنين: تثقيب 12 الرسام: الطابع: |  | الوصف يظهر هذا الطابع البريدي تضامن الجزائر مع كفاح شعب جنوب إفريقيا ضد نظام الفصل العنصري (الأبارتيد). التصميم جريء وبسيط، بخلفية حمراء ترمز إلى الثورة والنضال، حيث تظهر يدان مرفوعتان، إحداهما تحمل بندقية، في دلالة على المقاومة المسلحة. نقشت عبارة "في تضامن مع كفاح شعب جنوب إفريقيا" باللغتين العربية والفرنسية. |

| 250 |  | تحية لأمهاتنا القيمة الاسمية: 0٫85 دينار جزائري الكمية المطبوعة: 1٬000٬000 طابع بريد تاريخ الإصدار: 5 أبريل 1974 تاريخ السحب: 3 نوفمبر 1977 الطول: 23 مليمتر الارتفاع: 37٫5 مليمتر التسنين: تثقيب 14 الرسام: سهيلة بلبحار الطابع: |  | الوصف يخلد هذا الطابع البريدي دور الأم من خلال مشهد دافئ يظهر أما تجلس تحت شجرة نخيل وهي تحضن طفلها، بينما تقف فتاة صغيرة بجانبها، في جو عائلي مفعم بالحنان والطمأنينة. نقشت على الطابع عبارة "تقديرًا لأمهاتنا" باللغتين العربية والفرنسية، مما يبرز رمزية الأم في الثقافة الجزائرية كمصدر للعطاء والتربية والقيم. التصميم البسيط والألوان الزاهية يضفيان على الطابع طابعا احتفاليّا يكرم الأمومة باعتبارها حجر الزاوية في بناء المجتمع. |

| 251 |  | رسومات أطفال - 0.70 دج القيمة الاسمية: 0٫70 دينار جزائري الكمية المطبوعة: 3٬000٬000 طابع بريد تاريخ الإصدار: 15 يونيو 1974 تاريخ السحب: 3 نوفمبر 1977 الطول: 48 مليمتر الارتفاع: 29 مليمتر التسنين: تثقيب ½11 الرسام: الطابع: |  | الوصف يجسد هذا الطابع البريدي لوحة مرسومة بأنامل طفل، تصور مشهدا ريفيّا بسيطًا ينبض بالحياة. نرى في الصورة بيوتا بيضاء ذات أسطح حمراء، مسجدا في وسط القرية، مدخنة لمصنع تنفث الدخان، وجرارا أحمر يعمل في الحقول، في دلالة على النشاط الزراعي والصناعي. تشرق الشمس في خلفية المشهد وكتبت عبارة "رسوم الأطفال" بخط يدوي بريء. |

| 252 |  | رسومات أطفال - 0.80 دج القيمة الاسمية: 0٫80 دينار جزائري الكمية المطبوعة: 3٬000٬000 طابع بريد تاريخ الإصدار: 15 يونيو 1974 تاريخ السحب: 3 نوفمبر 1977 الطول: 52 مليمتر الارتفاع: 36 مليمتر التسنين: تثقيب ½11 الرسام: الطابع: |  | الوصف يظهر هذا الطابع البريدي لوحة رسمها طفل يُدعى فضيل توزالين، وتصور مشهدا زراعيا مفعما بالحركة والنشاط. نرى في الصورة رجالا ونساء يعملون في الحقول الواسعة تحت شمس مشرقة، يكدون في جمع المحاصيل وتكوين أكوام التبن. في الأمام، يظهر حصان محاط بسلال مملوءة، فيما يحمل الأطفال أدوات زراعية، |

| 253 |  | رسومات أطفال - 0.90 دج القيمة الاسمية: 0٫90 دينار جزائري الكمية المطبوعة: 3٬000٬000 طابع بريد تاريخ الإصدار: 15 يونيو 1974 تاريخ السحب: 3 نوفمبر 1977 الطول: 52 مليمتر الارتفاع: 36 مليمتر التسنين: تثقيب ½11 الرسام: الطابع: |  | الوصف يصور هذا الطابع البريدي من رسومات الأطفال، مشهدا يعكس أهمية الزراعة والتنمية الريفية. رسمت الطفلة فاطمة الأطرش صورة لمزارع يقود جرارا زراعيا عند شروق الشمس، في بيئة خصبة تحيط بها الأشجار والتلال والمنازل الريفية. |

| 254 |  | زهرة القرنفل القيمة الاسمية: 1 دينار جزائري الكمية المطبوعة: 200٬000 طابع بريد تاريخ الإصدار: 22 يونيو 1974 تاريخ السحب: 3 نوفمبر 1977 الطول: 23 مليمتر الارتفاع: 32٫5 مليمتر التسنين: تثقيب ½11 الرسام: الطابع: |  | الوصف يمثل هذا الطابع زهرة القرنفل، واسمها العلمي Dianthus caryophyllus. يظهر في التصميم رسم دقيق لزهرتين بلون أحمر نابض بالحياة مع خلفية صفراء فاتحة تضفي إشراقا ودفئا على المشهد. زهرة القرنفل معروفة بجمالها ورائحتها الزكية، وتستخدم رمزيا للتعبير عن الحب والاحترام. من خلال هذا الطابع، تبرز الجزائر تنوعها النباتي وثراءها الطبيعي، كما تعكس الاهتمام بالجوانب الجمالية للنباتات المزروعة في البلاد. |

| 255 |  | زهرة عصفور الجنة القيمة الاسمية: 1٫15 دينار جزائري الكمية المطبوعة: 200٬000 طابع بريد تاريخ الإصدار: 22 يونيو 1974 تاريخ السحب: 3 نوفمبر 1977 الطول: 23 مليمتر الارتفاع: 32٫5 مليمتر التسنين: تثقيب ½11 الرسام: الطابع: |  | الوصف يمثل هذا الطابع زهرة عصفور الجنة الملكي المعروفة علميا باسم Strelitzia reginae. تظهر الصورة رسمة دقيقة لهذه الزهرة الاستوائية المميزة بألوانها الزاهية: البرتقالي، البنفسجي، والأخضر، على خلفية زرقاء ناعمة تبرز جمالها الفريد. تشبه هذه الزهرة في شكلها طائرا غريبا على وشك الطيران، ولذلك تعرف باسم "عصفور الجنة". يعبّر هذا الطابع عن التنوع النباتي والزخرفي الذي تهتم به الجزائر، كما يعكس الجانب الجمالي والفني للطبيعة، من خلال إبراز نباتات ذات طابع عالمي في تصاميم بريدية محلية. |

| 256 |  | يوم الطابع القيمة الاسمية: 0٫80 دينار جزائري الكمية المطبوعة: 1٬000٬000 طابع بريد تاريخ الإصدار: 5 أكتوبر 1974 تاريخ السحب: 3 نوفمبر 1977 الطول: 26 مليمتر الارتفاع: 36 مليمتر التسنين: تثقيب 13x½13 الرسام: قمرالدين كريم الطابع: |  | الوصف يبرز هذا الطابع البريدي جهازا أوتوماتيكيا لتوزيع الطوابع البريدية، وهو يعد أول موزع من نوعه في الجزائر. يظهر الجهاز بلون أزرق على خلفية برتقالية، مع يد تسحب طابعا بريديا. الكتب عليه باللغتين العربية والفرنسية. يمثل هذا الطابع احتفالًا بيوم الطابع البريدي ويجسد خطوة مهمة نحو تحديث الخدمات البريدية. |

| 257 |  | الذكرى المئوية للاتحاد البريدي العالمي القيمة الاسمية: 0٫80 دينار جزائري الكمية المطبوعة: 500٬000 طابع بريد تاريخ الإصدار: 12 أكتوبر 1974 تاريخ السحب: 3 نوفمبر 1977 الطول: 38 مليمتر الارتفاع: 48 مليمتر التسنين: تثقيب ½14 الرسام: محمد تمام الطابع: |  | الوصف يخلد هذا الطابع البريدي الذكرى المئوية لتأسيس الاتحاد البريدي العالمي، الذي أنشئ عام 1874 لتنسيق وتنظيم الخدمات البريدية الدولية. يظهر في الطابع كوكب الأرض فوقه ناس من كل انحاء العالم يحيطون بدائرة تمثل العالم، في إشارة رمزية إلى سرعة الاتصال البريدي عبر العالم. تتوسط الخريطة قارة إفريقيا. |

| 258 |  | الذكرى 20 لاندلاع الثورة - 0.40 دج القيمة الاسمية: 0٫40 دينار جزائري الكمية المطبوعة: 500٬000 طابع بريد تاريخ الإصدار: 1 نوفمبر 1974 تاريخ السحب: 3 نوفمبر 1977 الطول: 42 مليمتر الارتفاع: 30 مليمتر التسنين: تثقيب ½14 الرسام: الطابع: |  | الوصف يخلد هذا الطابع البريدي الذكرى العشرينية لاندلاع ثورة التحرير الجزائرية (1954–1974). يصور المشهد مجاهدين ومجاهدات من أبناء الريف الجزائري في وضع القتال والتأهب، حيث يبرز أحدهم حاملا بندقيته، بينما تشير امرأة نحو الجبال، موحية بمكان العدو أو وجهة المقاومة. يظهر في الخلفية مشهد ريفي جبلي يرمز إلى التضاريس الوعرة التي احتضنت الثورة، مع إشارة خفية إلى القرى المحروقة أو المستهدفة من الاستعمار. |

| 259 |  | الذكرى 20 لاندلاع الثورة - 0.70 دج القيمة الاسمية: 0٫70 دينار جزائري الكمية المطبوعة: 500٬000 طابع بريد تاريخ الإصدار: 1 نوفمبر 1974 تاريخ السحب: 3 نوفمبر 1977 الطول: 30 مليمتر الارتفاع: 42 مليمتر التسنين: تثقيب ½14 الرسام: Ismaïl Samsom الطابع: |  | الوصف يجسد هذا الطابع البريدي الذكرى العشرينية لاندلاع الثورة التحريرية (1954–1974)، ويظهر مجاهدين جزائريين يسيرون في التضاريس الجبلية، يتقدمهم مقاتل يحمل بندقيته على كتفه، بملامح حازمة وملابس عسكرية بسيطة. في الخلفية، نلاحظ جبالا بنفسجية، ترمز إلى المعاقل الثورية في الأوراس، حيث بدأت شرارة الثورة. |

| 260 |  | الذكرى 20 لاندلاع الثورة - 0.95 دج القيمة الاسمية: 0٫95 دينار جزائري الكمية المطبوعة: 500٬000 طابع بريد تاريخ الإصدار: 1 نوفمبر 1974 تاريخ السحب: 3 نوفمبر 1977 الطول: 30 مليمتر الارتفاع: 42 مليمتر التسنين: تثقيب ½14 الرسام: الطابع: |  | الوصف يصور هذا الطابع البريدي مشهدا رمزيا لانطلاق الثورة التحريرية في منطقة الأوراس بتاريخ 1 نوفمبر 1954. يظهر في الصورة مجاهدون جزائريون يرفعون العلم الوطني فوق جبل صخري، في مشهد يرمز إلى إعلان التحدي وبداية الكفاح المسلح ضد الاستعمار الفرنسي. أحد المقاتلين يقف شامخا وهو يغرس العلم، بينما يحيط به رفاقه بالسلاح، وكلهم يرتدون الزي التقليدي. |

| 261 |  | الذكرى 20 لاندلاع الثورة - 1 دج القيمة الاسمية: 1 دينار جزائري الكمية المطبوعة: 500٬000 طابع بريد تاريخ الإصدار: 1 نوفمبر 1974 تاريخ السحب: 3 نوفمبر 1977 الطول: 42 مليمتر الارتفاع: 30 مليمتر التسنين: تثقيب ½14 الرسام: محمد إيسياخم الطابع: |  | الوصف يخلد هذا الطابع البريدي الذكرى العشرين لانطلاق الثورة التحريرية المجيدة (1954-1974). تصور اللوحة الرمزية مجموعة من الثوار تمثل فئات مختلفة من الشعب الجزائري (الفلاح، الجندي، الطالب، والمرأة المناضلة) وهم يسيرون بخطى موحدة نحو الأمل والمستقبل. في الخلفية، تشرق شمس الحرية فوق حقول خضراء وزهور، بينما يظهر مشهد صناعي وزراعي يرمز إلى البناء والتنمية بعد الاستقلال. |

| 262 |  | آفاق 1980 القيمة الاسمية: 0٫95 دينار جزائري الكمية المطبوعة: 1٬000٬000 طابع بريد تاريخ الإصدار: 23 نوفمبر 1974 تاريخ السحب: 3 نوفمبر 1977 الطول: 30 مليمتر الارتفاع: 49٫5 مليمتر التسنين: تثقيب 13 الرسام: بشير يلس الطابع: |  | الوصف يجسد هذا الطابع البريدي الشعار الوطني آفاق 1980 - عشر سنوات من الجهود، في إطار التخطيط الاستراتيجي لعقد السبعينات. يبرز الطابع رمزا تجريديا على شكل خطوط تصاعدية تنطلق من سنة 1970 وتتجه نحو 1980، ما يعكس الطموح نحو التنمية الاقتصادية والاجتماعية. الكلمات "HORIZON" و"آفاق" تجسدان هذا الاتجاه نحو المستقبل، بينما تشير العبارة الفرنسية "Dix Années d'Efforts" إلى مسيرة عقد كامل من البناء الوطني. التصميم يوحي بالتقدّم، التحديث، والرؤية المستقبلية التي تبنتها الجزائر المستقلة آنذاك. |

| 263 |  | صناعة النحاس الجزائرية - القرن 17 - إبريق القيمة الاسمية: 0٫50 دينار جزائري الكمية المطبوعة: 500٬000 طابع بريد تاريخ الإصدار: 21 ديسمبر 1974 تاريخ السحب: 3 نوفمبر 1977 الطول: 28 مليمتر الارتفاع: 33٫4 مليمتر التسنين: تثقيب ½11 الرسام: محمد تمام الطابع: |  | الوصف يصور هذا الطابع البريدي إبريق ماء معدني تقليدي يعود إلى القرن السابع عشر، يُعرف بـ "AIGUIÈRE" بالفرنسية. الإبريق معروض بشكل فني دقيق على خلفية وردية ناعمة. |

| 264 |  | صناعة النحاس الجزائرية - القرن 17 - دلة قهوة القيمة الاسمية: 0٫60 دينار جزائري الكمية المطبوعة: 500٬000 طابع بريد تاريخ الإصدار: 21 ديسمبر 1974 تاريخ السحب: 3 نوفمبر 1977 الطول: 28 مليمتر الارتفاع: 33٫4 مليمتر التسنين: تثقيب ½11 الرسام: محمد تمام الطابع: |  | الوصف يمثل هذا الطابع البريدي إبريقا تقليديا لتحضير القهوة (ركوة) من القرن السابع عشر، كما هو مذكور بالفرنسية "Cafetière. XVIIᵉ Siècle". يعرض الإبريق بلون بني داكن على خلفية بلون بيج فاتح. |

| 265 |  | صناعة النحاس الجزائرية - القرن 17 - وعاء سكر القيمة الاسمية: 0٫95 دينار جزائري الكمية المطبوعة: 500٬000 طابع بريد تاريخ الإصدار: 21 ديسمبر 1974 تاريخ السحب: 3 نوفمبر 1977 الطول: 28 مليمتر الارتفاع: 33٫4 مليمتر التسنين: تثقيب ½11 الرسام: محمد تمام الطابع: |  | الوصف يمثل هذا الطابع البريدي وعاء تقليديا للسكر يعود إلى القرن السابع عشر، كما هو موضح بالفرنسية "Sucrier. XVIIᵉ Siècle". يتميز الوعاء بلونه الأحمر المزخرف بدقة وبغطائه المقبب. |

| 266 |  | صناعة النحاس الجزائرية - القرن 17 - وعاء استحمام القيمة الاسمية: 1 دينار جزائري الكمية المطبوعة: 500٬000 طابع بريد تاريخ الإصدار: 21 ديسمبر 1974 تاريخ السحب: 3 نوفمبر 1977 الطول: 28 مليمتر الارتفاع: 33٫4 مليمتر التسنين: تثقيب ½11 الرسام: محمد تمام الطابع: |  | الوصف يمثل هذا الطابع البريدي قدر الحمام من القرن السابع عشر، والذي كان يستخدم لتسخين الماء في الحمامات التقليدية. يتميز التصميم بإبراز القدر المصنوع من النحاس المنقوش بزخارف هندسية، مع مقابض دائرية تستخدم لحمله أو تعليقه فوق النار. |